# World Series of Poker Europe 2012
Le World Series of Poker Europe 2012 sono state la sesta edizione della manifestazione. Si sono disputate dal 21 settembre al 4 ottobre presso il Casinò Barrière e l'Hotel Majestic Barrière di Cannes, in Francia.
Sono stati assegnati sette braccialetti delle World Series of Poker, incluso quello assegnato per il Main Event, vinto da Phil Hellmuth.

## Eventi
| Evento | Nome                                               | Iscritti                                           | Vincitore                                          | Premio (€)                                         | Ultimo giocatore eliminato                         |
| ------ | -------------------------------------------------- | -------------------------------------------------- | -------------------------------------------------- | -------------------------------------------------- | -------------------------------------------------- |
| 1      | €2.700 Six Handed No Limit Hold'em                 | 227                                                | Imed Ben Mahmoud                                   | €147.099                                           | Yannick Bonnet                                     |
| 2      | €1.100 No Limit Hold'em                            | 626                                                | Antonio Esfandiari                                 | €126.207                                           | Remi Bollengier                                    |
| 3      | €5.300 Pot Limit Omaha                             | 97                                                 | Roger Hairabedian                                  | €142.590                                           | Ville Mattila                                      |
| 4      | €3.250 No Limit Hold'em Shootout                   | 141                                                | Giovanni Rosadoni                                  | €107.614                                           | Dan O'Brien                                        |
| 5      | €10.450 Mixed Max No Limit Hold'em                 | 96                                                 | Jonathan Aguiar                                    | €258.047                                           | Brandon Cantu                                      |
| 6      | €1.650 Six Handed Pot Limit Omaha                  | 206                                                | Francisco Da Costa Santos                          | €83.275                                            | Ana Marquez                                        |
| 7      | €10.450 No Limit Hold'em Main Event - 420 iscritti | €10.450 No Limit Hold'em Main Event - 420 iscritti | €10.450 No Limit Hold'em Main Event - 420 iscritti | €10.450 No Limit Hold'em Main Event - 420 iscritti | €10.450 No Limit Hold'em Main Event - 420 iscritti |
| 7      | Posizione                                          | Nome                                               | Nome                                               | Nome                                               | Premio (€)                                         |
| 7      | 1°                                                 | Phil Hellmuth                                      | Phil Hellmuth                                      | Phil Hellmuth                                      | €1.022.376                                         |
| 7      | 2°                                                 | Sergii Baranov                                     | Sergii Baranov                                     | Sergii Baranov                                     | €632.592                                           |
| 7      | 3°                                                 | Stephane Albertini                                 | Stephane Albertini                                 | Stephane Albertini                                 | €423.360                                           |
| 7      | 4°                                                 | Joseph Cheong                                      | Joseph Cheong                                      | Joseph Cheong                                      | €292.320                                           |
| 7      | 5°                                                 | Christopher Brammer                                | Christopher Brammer                                | Christopher Brammer                                | €207.648                                           |
| 7      | 6°                                                 | Paul Tedeschi                                      | Paul Tedeschi                                      | Paul Tedeschi                                      | €149.184                                           |
| 7      | 7°                                                 | Stephane Girault                                   | Stephane Girault                                   | Stephane Girault                                   | €108.864                                           |
| 7      | 8°                                                 | Jason Mercier                                      | Jason Mercier                                      | Jason Mercier                                      | €84.672                                            |